# میکووف
میکووُف (به لاتین: Mikołów) یک منطقهٔ مسکونی در لهستان است که در شهرستان میکووف واقع شده‌است. میکووُف ۷۹٫۲ کیلومتر مربع مساحت و ۳۸٬۸۲۱ نفر جمعیت دارد.